# Cladochaeta
Cladochaeta är ett släkte av tvåvingar som ingår i familjen daggflugor.

## Arter
- Cladochaeta abarista Grimaldi & Nguyen, 1999
- Cladochaeta abbrevifusca Grimaldi & Nguyen, 1999
- Cladochaeta abeja Grimaldi & Nguyen, 1999
- Cladochaeta abrupta Grimaldi & Nguyen, 1999
- Cladochaeta adumbrata (Duda, 1925)
- Cladochaeta adusta Grimaldi & Nguyen, 1999
- Cladochaeta akantha Grimaldi & Nguyen, 1999
- Cladochaeta albifrons Grimaldi & Nguyen, 1999
- Cladochaeta ambidextra Grimaldi & Nguyen, 1999
- Cladochaeta amblyharpa Grimaldi & Nguyen, 1999
- Cladochaeta antalba Grimaldi & Nguyen, 1999
- Cladochaeta aquila Grimaldi & Nguyen, 1999
- Cladochaeta armata (Frota-Pessoa, 1947)
- Cladochaeta armatopsis
- Cladochaeta arthrostyla Grimaldi & Nguyen, 1999
- Cladochaeta austrinversa Grimaldi & Nguyen, 1999
- Cladochaeta bilinea Grimaldi & Nguyen, 1999
- Cladochaeta bispina Grimaldi & Nguyen, 1999
- Cladochaeta bomplandi (Malloch, 1934)
- Cladochaeta brunnea Grimaldi & Nguyen, 1999
- Cladochaeta bupeo Grimaldi & Nguyen, 1999
- Cladochaeta calvovis Grimaldi & Nguyen, 1999
- Cladochaeta carinata Grimaldi & Nguyen, 1999
- Cladochaeta centetor Grimaldi & Nguyen, 1999
- Cladochaeta chaeta Grimaldi & Nguyen, 1999
- Cladochaeta chelifera Grimaldi & Nguyen, 1999
- Cladochaeta crassa Grimaldi & Nguyen, 1999
- Cladochaeta dejecta Grimaldi & Nguyen, 1999
- Cladochaeta devriesi Grimaldi & Nguyen, 1999
- Cladochaeta dikra Grimaldi & Nguyen, 1999
- Cladochaeta diminuta Grimaldi & Nguyen, 1999
- Cladochaeta dolichofrons Grimaldi & Nguyen, 1999
- Cladochaeta dominicana Grimaldi & Nguyen, 1999
- Cladochaeta dominitica Grimaldi & Nguyen, 1999
- Cladochaeta dracula Grimaldi & Nguyen, 1999
- Cladochaeta ectopia Grimaldi & Nguyen, 1999
- Cladochaeta erecta Grimaldi & Nguyen, 1999
- Cladochaeta fasciata Grimaldi & Nguyen, 1999
- Cladochaeta floridana (Malloch, 1924)
- Cladochaeta florinversa Grimaldi & Nguyen, 1999
- Cladochaeta fuscora Grimaldi & Nguyen, 1999
- Cladochaeta genuinus Grimaldi & Nguyen, 1999
- Cladochaeta glans Grimaldi & Nguyen, 1999
- Cladochaeta glapica Grimaldi & Nguyen, 1999
- Cladochaeta hadrunca Grimaldi & Nguyen, 1999
- Cladochaeta hamula Grimaldi & Nguyen, 1999
- Cladochaeta heedi Grimaldi & Nguyen, 1999
- Cladochaeta hermani Grimaldi & Nguyen, 1999
- Cladochaeta hodita Grimaldi & Nguyen, 1999
- Cladochaeta howdeni Grimaldi & Nguyen, 1999
- Cladochaeta incessa Grimaldi & Nguyen, 1999
- Cladochaeta infumata (Duda, 1925)
- Cladochaeta inornata Grimaldi & Nguyen, 1999
- Cladochaeta inversa (Walker, 1861)
- Cladochaeta jamaicensis Grimaldi & Nguyen, 1999
- Cladochaeta janzeni Grimaldi & Nguyen, 1999
- Cladochaeta johnsonae Nguyen, 2001
- Cladochaeta labidia Grimaldi & Nguyen, 1999
- Cladochaeta laevacerca Grimaldi & Nguyen, 1999
- Cladochaeta longistyla Grimaldi & Nguyen, 1999
- Cladochaeta masneri Grimaldi & Nguyen, 1999
- Cladochaeta mathisi Grimaldi & Nguyen, 1999
- Cladochaeta mexinversa Grimaldi & Nguyen, 1999
- Cladochaeta minuta (Duda, 1925)
- Cladochaeta mystaca Grimaldi & Nguyen, 1999
- Cladochaeta neblina Grimaldi & Nguyen, 1999
- Cladochaeta nebulosa Coquillett, 1900
- Cladochaeta neoinversa Grimaldi & Nguyen, 1999
- Cladochaeta neosimplex Grimaldi & Nguyen, 1999
- Cladochaeta nigranus Grimaldi & Nguyen, 1999
- Cladochaeta obscura Grimaldi & Nguyen, 1999
- Cladochaeta obunca Grimaldi & Nguyen, 1999
- Cladochaeta onyx Grimaldi & Nguyen, 1999
- Cladochaeta ostia Grimaldi & Nguyen, 1999
- Cladochaeta paradoxa (Lamb, 1918)
- Cladochaeta paravolsella Grimaldi & Nguyen, 1999
- Cladochaeta paulhansoni Grimaldi & Nguyen, 1999
- Cladochaeta pequenita Grimaldi & Nguyen, 1999
- Cladochaeta pleurvitta Grimaldi & Nguyen, 1999
- Cladochaeta polia Grimaldi & Nguyen, 1999
- Cladochaeta propenicula Grimaldi & Nguyen, 1999
- Cladochaeta pruinopleura Grimaldi & Nguyen, 1999
- Cladochaeta pseudikra Grimaldi & Nguyen, 1999
- Cladochaeta pseudunca Grimaldi & Nguyen, 1999
- Cladochaeta psychotria Grimaldi & Nguyen, 1999
- Cladochaeta ptyelophila Tsacas, 1993
- Cladochaeta ranhyae Grimaldi & Nguyen, 1999
- Cladochaeta reversa Grimaldi & Nguyen, 1999
- Cladochaeta robusta Grimaldi & Nguyen, 1999
- Cladochaeta santana Grimaldi & Nguyen, 1999
- Cladochaeta sclerstyla Grimaldi & Nguyen, 1999
- Cladochaeta sepia Grimaldi & Nguyen, 1999
- Cladochaeta similex Grimaldi & Nguyen, 1999
- Cladochaeta simplex Grimaldi & Nguyen, 1999
- Cladochaeta sororia (Williston, 1896)
- Cladochaeta spectabilis Grimaldi & Nguyen, 1999
- Cladochaeta spinacosta Grimaldi & Nguyen, 1999
- Cladochaeta spinula Grimaldi & Nguyen, 1999
- Cladochaeta spira Grimaldi & Nguyen, 1999
- Cladochaeta starki Grimaldi & Nguyen, 1999
- Cladochaeta sternospina Grimaldi & Nguyen, 1999
- Cladochaeta sturtevanti Wheeler & Takada, 1971
- Cladochaeta telescopica Grimaldi & Nguyen, 1999
- Cladochaeta tepui Grimaldi & Nguyen, 1999
- Cladochaeta tica Grimaldi & Nguyen, 1999
- Cladochaeta trauma Grimaldi & Nguyen, 1999
- Cladochaeta travassosi (Frota-Pessoa, 1947)
- Cladochaeta tricerabops Grimaldi & Nguyen, 1999
- Cladochaeta tripunctata Grimaldi & Nguyen, 1999
- Cladochaeta tubula Grimaldi & Nguyen, 1999
- Cladochaeta unca Grimaldi & Nguyen, 1999
- Cladochaeta vapida Grimaldi & Nguyen, 1999
- Cladochaeta venebula Grimaldi & Nguyen, 1999
- Cladochaeta verdifrons Grimaldi & Nguyen, 1999
- Cladochaeta vermes Grimaldi & Nguyen, 1999
- Cladochaeta vittata Grimaldi & Nguyen, 1999
- Cladochaeta vivipara Grimaldi & Nguyen, 1999
- Cladochaeta volsella Grimaldi & Nguyen, 1999
- Cladochaeta vomica Grimaldi & Nguyen, 1999
- Cladochaeta wilhansoni Grimaldi & Nguyen, 1999
- Cladochaeta wirthi Grimaldi & Nguyen, 1999
- Cladochaeta yanomama Grimaldi & Nguyen, 1999
- Cladochaeta zurquia Grimaldi & Nguyen, 1999